# Felix Mottl
Felix Josef Mottl (ur. 24 sierpnia 1856 w Unter Sankt Veit, zm. 2 lipca 1911 w Monachium) – austriacki dyrygent.

## Życiorys
Uczył się w Konserwatorium Wiedeńskim u Antona Doora (fortepian), Antona Brucknera (teoria), Felixa Ottona Dessoffa (kompozycja) i Josefa Hellmesbergera (dyrygentura). Jednocześnie pracował jako korepetytor w Operze Wiedeńskiej i był przewodniczącym Wiener Wagnerverein. W 1876 roku z polecenia Hansa Richtera asystował Richardowi Wagnerowi przy organizacji pierwszego festiwalu w Bayreuth. W latach 1881–1903 dyrygował orkiestrą filharmoniczną i teatrem dworskim w Karlsruhe. W trakcie pracy na tym stanowisku wystawił wszystkie opery Wagnera, zorganizował też niemiecką premierę pełnej wersji Trojan Hectora Berlioza (1890). Od 1886 roku dyrygował stale na festiwalu w Bayreuth. W 1894 roku gościł w Londynie z prezentacją repertuaru wagnerowskiego. W latach 1898–1900 występował w londyńskim Covent Garden Theatre, gdzie wystawił kompletny cykl Pierścień Nibelunga. W 1903 roku dyrygował przedstawieniem Walkirii w nowojorskiej Metropolitan Opera i miał tam też wystawić Parsifala, z czego ostatecznie zrezygnował po sporze o prawa autorskie ze spadkobiercami Richarda Wagnera. Od 1904 roku był dyrektorem Akademie der Tonkunst oraz dyrygentem i od 1907 roku dyrektorem Hofoper w Monachium. Od 1904 do 1907 roku dyrygował również Filharmonikami Wiedeńskimi. W 1911 roku wystawił w Bonn Alcestę Ch.W. Glucka w nowej instrumentacji. Zmarł kilka dni po tym, jak zasłabł w trakcie prowadzenia przedstawienia Tristana i Izoldy.
Zasłynął jako propagator muzyki Wagnera, a jego wykonania przez długi czas uchodziły za wzorcowe. Dokonał też opracowań w duchu estetyki wagnerowskiej dzieł operowych dawnych mistrzów takich jak Christoph Willibald Gluck, André Ernest Modeste Grétry, Jean-Baptiste Lully i Jean-Philippe Rameau, wypaczając jednak w ten sposób ich walory artystyczne. Skomponował 4 opery: Agnes Bernauer (wyst. Weimar 1880), Graf Eberstein (wyst. Karlsruhe 1881), Fürst und Sänger (1893) oraz Rama, ponadto był autorem kwartetu smyczkowego i licznych pieśni. Jego własne dzieła nie zdobyły sobie jednak uznania i popadły w zapomnienie.
Przez wiele lat pozostawał w związku ze śpiewaczką Zdenką Faßbender, którą poślubił dopiero na łożu śmierci.